# Ortai
Silin-Gioro Ortai (caratteri cinesi: 西林覺羅 鄂爾泰; 1677 – 1745) è stato un politico e funzionario cinese della Dinastia Qing, vissuto durante il regno dell'imperatore Yongzheng (1722-1735).
Di origini manciù, Ortai apparteneva ad una delle Otto Bandiere in cui era divisa la società mancese, precisamente a quella Blu-Bordata.

## Carriera
Fu un importante mandarino sotto il regno di Yongzheng, ricoprendo cariche amministrative nelle provincie meridionali dell'impero. L'imperatore Qianlong lodò Ortai come "il maggior medico della dinastia Qing".
Nel 1723 fu nominato Viceré di Yun-Gui, un territorio che comprendeva le provincie di Yunnan e Guizhou. Insieme a Tian Wenjing e Li Wei, Ortai fu uno degli ufficiali più fidati dell'imperatore Yongzheng. Morì nel settembre del 1745 all'età di 68 anni, sotto il regno dell'imperatore Qianlong.

## Cariche ricoperte
- Viceré di Yun-Gui (1723–1726)
- Consigliere del Gran consiglio (1730–1740)
- Primo Consigliere del Gran consiglio e Ministro della Difesa (1737)
- Gran Segretario (1737)

## Riconoscimenti
- Delle Tre Eccellenze (le tre maggiori cariche della Cina imperiale), Ortai fu Maestro Militare di Prima Classe del principe ereditario (太子太保) e Maestro Letterario e Politico di Prima Classe del principe ereditario (太子太傅).